# 大相撲令和4年7月場所
大相撲令和4年7月場所（おおずもうれいわよねん7がつばしょ）は、2022年（令和4年）7月10日から7月24日までの15日間、愛知県名古屋市中区のドルフィンズアリーナ（愛知県体育館）で開催されていた大相撲本場所である。

## 概要
- 初日恒例の協会あいさつ前に、同年7月8日に死去した安倍晋三元首相を悼み、八角理事長（元横綱・北勝海）、横綱・照ノ富士ら三役以上の力士が土俵上で黙祷をささげた。その他の日本相撲協会員も黙祷を行った[2]。
- 新型コロナウイルスの第7波による全国的な感染拡大により、場所前に田子ノ浦部屋所属全力士が休場になったのを皮切りに、場所中に力士・親方・行司・呼出など協会員の新型コロナへの感染が連続的に発生したことで、これに伴う所属部屋の力士・協会員の途中休場が相次いだ。この結果、番付掲載力士627人中177人（13日目現在）が休場となり、感染拡大下における場所運営に多大な影響を与えている。

7月場所に関する時系列
2022年
- 3月30日 - 日本相撲協会は理事会でこの場所を収容人数100%かつ名古屋開催の場所として行うことを決定。これにより、2020年1月場所以来となる通常開催の予定となった[3]。

## 番付・星取表
※赤文字は優勝力士の成績。

### 幕内
| 東方     | 東方       | 東方     | 番付   | 西方     | 西方      | 西方   |
| 備考     | 成績       | 力士名   | 番付   | 力士名   | 成績      | 備考   |
| -------- | ---------- | -------- | ------ | -------- | --------- | ------ |
| 優勝次点 | 11勝4敗    | 照ノ富士 | 横綱   |          |           |        |
| 優勝次点 | 11勝4敗    | 貴景勝   | 大関   | 御嶽海   | 2勝5敗8休 | カド番 |
|          |            |          | 大関   | 正代     | 10勝5敗   | カド番 |
|          | 8勝7敗     | 若隆景   | 関脇   | 大栄翔   | 6勝7敗2休 | 再関脇 |
|          | 9勝6敗     | 豊昇龍   | 小結   | 阿炎     | 8勝7敗    |        |
|          | 8勝7敗     | 霧馬山   | 前頭1  | 隆の勝   | 1勝6敗8休 |        |
|          | 7勝4敗4休  | 琴ノ若   | 前頭2  | 逸ノ城   | 12勝3敗   |        |
|          | 5勝8敗2休  | 玉鷲     | 前頭3  | 宇良     | 7勝8敗    |        |
|          | 6勝9敗     | 若元春   | 前頭4  | 髙安     | 全休      |        |
|          | 3勝10敗2休 | 遠藤     | 前頭5  | 佐田の海 | 7勝8敗    |        |
|          | 6勝9敗     | 碧山     | 前頭6  | 翔猿     | 8勝5敗2休 |        |
|          | 4勝11敗    | 隠岐の海 | 前頭7  | 北勝富士 | 6勝9敗    |        |
|          | 7勝8敗     | 栃ノ心   | 前頭8  | 錦木     | 8勝5敗2休 |        |
|          | 1勝14敗    | 志摩ノ海 | 前頭9  | 琴恵光   | 5勝6敗4休 |        |
|          | 6勝9敗     | 千代大龍 | 前頭10 | 明生     | 9勝6敗    |        |
|          | 5勝6敗4休  | 琴勝峰   | 前頭11 | 翠富士   | 10勝5敗   |        |
|          | 6勝9敗     | 照強     | 前頭12 | 宝富士   | 9勝6敗    |        |
|          | 6勝3敗6休  | 一山本   | 前頭13 | 千代翔馬 | 7勝8敗    |        |
|          | 9勝6敗     | 妙義龍   | 前頭14 | 剣翔     | 5勝8敗2休 | 再入幕 |
|          | 10勝5敗    | 阿武咲   | 前頭15 | 王鵬     | 8勝7敗    |        |
|          | 8勝7敗     | 豊山     | 前頭16 | 大奄美   | 2勝9敗4休 | 再入幕 |
| 新入幕   | 10勝5敗    | 錦富士   | 前頭17 | 千代丸   | 6勝9敗    | 再入幕 |

### 十両
| 東方   | 東方      | 東方     | 番付   | 西方   | 西方      | 西方   |
| 備考   | 成績      | 力士名   | 番付   | 力士名 | 成績      | 備考   |
| ------ | --------- | -------- | ------ | ------ | --------- | ------ |
|        | 12勝3敗   | 竜電     | 十両1  | 英乃海 | 6勝9敗    |        |
|        | 4勝7敗4休 | 東龍     | 十両2  | 東白龍 | 3勝8敗4休 |        |
|        | 7勝8敗    | 輝       | 十両3  | 大翔鵬 | 4勝9敗2休 |        |
|        | 7勝8敗    | 朝乃若   | 十両4  | 水戸龍 | 9勝6敗    |        |
|        | 8勝7敗    | 千代の国 | 十両5  | 德勝龍 | 5勝10敗   |        |
|        | 8勝7敗    | 熱海富士 | 十両6  | 武将山 | 8勝7敗    |        |
|        | 8勝7敗    | 天空海   | 十両7  | 荒篤山 | 8勝7敗    |        |
|        | 10勝5敗   | 平戸海   | 十両8  | 炎鵬   | 8勝7敗    |        |
|        | 5勝7敗3休 | 魁勝     | 十両9  | 美ノ海 | 9勝6敗    |        |
|        | 5勝4敗6休 | 島津海   | 十両10 | 石浦   | 全休      |        |
|        | 5勝10敗   | 魁聖     | 十両11 | 栃丸   | 6勝9敗    |        |
|        | 8勝7敗    | 北の若   | 十両12 | 矢後   | 4勝11敗   |        |
| 新十両 | 5勝3敗7休 | 欧勝馬   | 十両13 | 北青鵬 | 11勝4敗   | 再十両 |
| 新十両 | 9勝6敗    | 千代栄   | 十両14 | 豪ノ山 | 8勝7敗    | 新十両 |

## 優勝争い
初日から平幕・逸ノ城が6連勝をするも、7日目・中日に連敗。これによって、中日を終え、横綱・照ノ富士、平幕・琴ノ若、逸ノ城、翔猿、錦木、一山本が2敗でトップに立つ展開となった。
逸ノ城は9日目以降は立て直し、星を伸ばす一方、琴ノ若、翔猿、錦木、一山本は部屋の関係者に新型コロナウイルスの感染者が発生したことにより、休場を余儀なくされ、優勝争いから脱落することとなった。
13日目を終え、2敗で照ノ富士、逸ノ城。3敗で貴景勝、4敗で妙義龍、錦富士という展開となった。
しかし、14日目には、錦富士が阿武咲に、妙義龍が十両優勝のかかる竜電に敗北し、両者は優勝争いから完全に脱落。
さらに、逸ノ城は明生に寄り切られ、3敗に後退。貴景勝も若隆景に敗れ、結びの一番では照ノ富士が大関・正代に引き落とされるという、優勝争いに残っていた力士が全員敗れる事態が発生した。
千秋楽、逸ノ城は勝ち越しをかける宇良を破り、12勝3敗をキープ。千秋楽結びの一番、照ノ富士が貴景勝に勝利すれば、優勝決定戦となったが、貴景勝の必死の押しの前に、照ノ富士は敗れ、この時点で逸ノ城の優勝が決まった。

## 備考
- 松鳳山の幕下降格（場所前に引退）により、1969（昭和44）年11月場所で大潮が十両昇進して以来52年と4場所続いていた福岡県出身の関取が不在となった。
- 中日の照ノ富士－若元春戦では、約2分の大相撲の末、四つに組み合った展開で若元春が前に出て照ノ富士を寄り切ったとき、若元春が前に出る直前に行司の41代式守伊之助が行った「まわし待った」が成立したか否かの物言いがつき、協議の結果、若元春のまわしが緩んでおり、まわし待ったの時点の体勢を作り直して再開する（まわし待ったは本来行司が両力士を止めて、行司が廻しを絞め直した上で再開するところ）こととなり、最終的に照ノ富士が下手投げで決着をつけるという前例のない展開となった。
- 14日目に2、3、4敗力士が全員負けたことでこの場所の優勝ラインは12勝以下となることが確定し、場所は12勝3敗で逸ノ城が優勝。2022年3月場所、5月場所もともに12勝3敗で優勝で、3場所連続で12勝以下での優勝は1972年1月場所（11勝4敗・栃東）、3月場所（12勝3敗・長谷川）、5月場所（12勝3敗・輪島）以来で、15日制導入後では2度目の低レベル記録[4]。
- 三賞は、逸ノ城が殊勲賞。錦富士が千秋楽の勝利を条件に敢闘賞受賞対象となった。錦富士は対戦相手の北勝富士が新型コロナウイルスの感染により休場したため、不戦勝で10勝目をあげ、敢闘賞を受賞することとなった。
- 14日目の結びの一番で、正代が照ノ富士を引き落としで破って勝利。大関が横綱に勝利するのは、令和元年5月場所13日目に高安が鶴竜を破って以来、実に3年ぶりのことであった。
- 千秋楽に、北勝富士の新型コロナウイルスの感染により、八角理事長を含めた八角部屋の親方、力士が休場を余儀なくされたため、逸ノ城の表彰式を事業部長である陸奥親方が代行することとなった。

### 新型コロナウイルスにより休場力士が多くなったことの影響
- 12日目、三段目の琴ノ藤－小原戦と幕下の魁郷－琴大樹戦で、その4力士が所属する佐渡ヶ嶽部屋と浅香山部屋で新型コロナウイルスに罹患した力士が判明したため、その4力士は全員休場となり、その2番については、1995年（平成7年）3月場所2日目の序ノ口の矢風－沖ノ石戦以来27年ぶりとなる「両者不戦敗」が記録された。
- 13日目、関取で一度に8人（幕内7人・十両1人）が休場し、対戦予定だった8人が不戦勝となるなど、この場所は一方が休場、もう一方が不戦勝となった取組が多かった。そのため、行司・呼出に関しても、11日目には十両取組で1人（2代木村要之助）、13日目には幕内取組で2人（木村寿之介・木村晃之助）、不戦勝の勝ち名乗りを与えただけの行司が出て、その行司の出番の取組に当たる呼出（11日目利樹之丞、13日目幸吉・吾郎）は呼び上げの出番がなくなってしまった。
- 千秋楽、出場関取が少なくなりすぎたため、通常幕下力士に八番相撲が組まれる場合には1場所に1人だけとなるところ、関取の取組数を確保するために幕下の明瀬山、千代嵐、王輝の3人に八番相撲が組まれた。
- 最終的には、新型コロナウイルス関連でない力士も含めて、関取では23人が休場した。NHK大相撲中継解説者の北の富士勝昭も自身のコラムで「クシの歯が欠けるようにスカスカになった取り組み。他の興行なら中止になってもおかくしくない状態であった。コロナに敗れた場所だったと言えよう。目に見えない相手だけに協会の努力もむなしく終わった」とこれに対する感想を述べていた[5]。